# Finn Juhl
Finn Juhl (30 de enero de 1912 – 17 de mayo de 1989) fue un arquitecto, diseñador industrial y de interiores danés, más conocido por su diseño de muebles. Fue una de las figuras principales en la creación del diseño danés en la década de 1940 y fue el diseñador que introdujo el danés moderno en Estados Unidos.

## Biografía

### Primeros años y educación
Finn Juhl nació el 30 de enero de 1912, hijo de un padre autoritario que era mayorista textil y representaba a varios fabricantes textiles ingleses, escoceses y suizos en Dinamarca, y de una madre que murió poco después de su nacimiento. Desde muy joven quiso ser historiador del arte, y ya de adolescente pasaba mucho tiempo en el Statens Museum for Kunst y, a pesar de su corta edad, recibía permiso para tomar prestados libros en la Ny Carlsberg Glyptotek, pero su padre le convenció de que siguiera la carrera de arquitectura. Fue admitido en la Escuela de Arquitectura de la Real Academia Danesa de Bellas Artes, donde de 1930 a 1934 estudió con Kay Fisker, uno de los principales arquitectos de su época y destacado conferenciante.

### Carrera temprana
Tras licenciarse, Juhl trabajó durante diez años en el estudio de arquitectura de Vilhelm Lauritzen, donde también había sido aprendiz como estudiante. En estrecha colaboración con Viggo Boesen, Juhl fue responsable de gran parte del diseño interior de la Radiohuset de la emisora nacional Danmarks Radio, uno de los encargos más destacados de la empresa durante esos años.
Juhl debutó en 1937, cuando inició una colaboración con el ebanista Niels Vodder que se prolongaría hasta 1959 y que expuso en la undécima Exposición del Gremio de Ebanistas de Copenhague. Por lo tanto, sus primeras sillas se produjeron originalmente en pequeñas cantidades, ochenta como máximo, porque las exposiciones del Gremio destacaban el trabajo del artesano por encima de la floreciente industria de la producción en masa. Sin embargo, casi todas fueron reeditadas más tarde en su carrera.
Se casó con Inge-Marie Skaarups el 15 de julio de 1937 pero luego se divorciaron.
Las Exposiciones del Gremio fueron un importante escenario para los jóvenes diseñadores que pretendían renovar el diseño danés, dando la espalda a los estilos tradicionales historicistas, pesados y con adornos y felpas, y creando en su lugar muebles modernos que se ajustaban a las nuevas tendencias de la arquitectura. Los proyectos fueron muy controvertidos y los primeros trabajos de Juhl recibieron muchas críticas. Su silla Pelican, diseñada en 1939 y producida por primera vez en 1940, fue descrita como una "morsa cansada" y "estética en el peor sentido posible de la palabra". A pesar de las críticas iniciales, la obra de Juhl empezó a influir en el estilo de las casas en el extranjero a lo largo de la década de 1940. En Dinamarca, sin embargo, su popularidad no alcanzó la de sus compañeros, Børge Mogensen y Hans Wegner, que eran menos radicales en sus diseños y se apoyaban más en Kaare Klint, líder de la escuela de muebles de la Academia.
En 1942, Juhl diseñó una casa para sí mismo, hoy conocida como Finn Juhl's House, y la mandó construir con el dinero heredado de su padre. A lo largo de los años, se fue amueblando cada vez más con creaciones de su propio diseño.

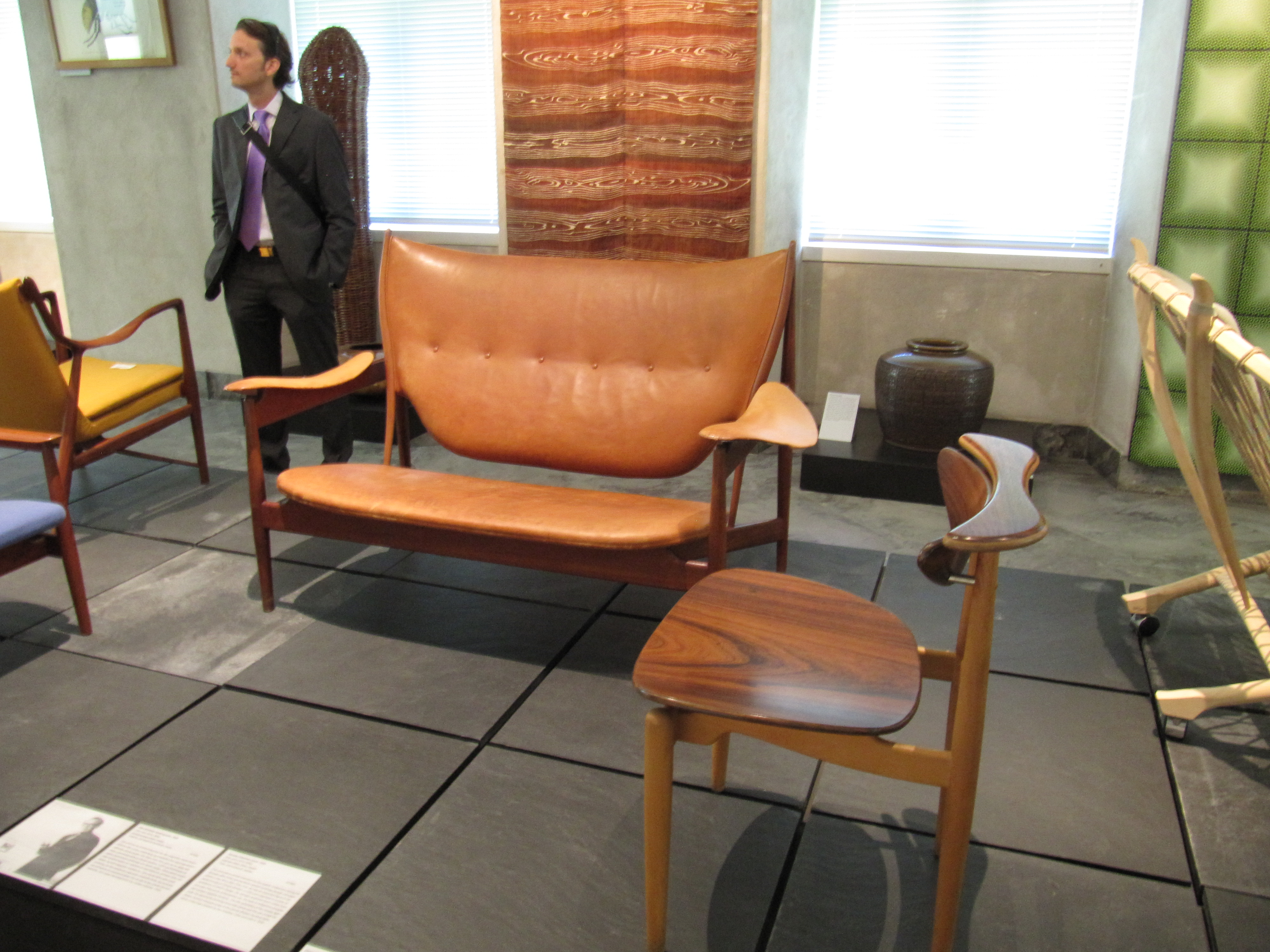
Mobiliario de Finn Juhl en el Museo del Diseño de Dinamarca

En 1945 dejó Vilhelm Lauritzen Architects y creó su propio estudio de diseño, en Nyhavn, Copenhague, especializado en el diseño de interiores y muebles. Sin embargo, su trabajo en el diseño de muebles comenzó antes. Además, en 1945 se convirtió en profesor de la Danmarks Designskole, donde seguiría dando clases hasta 1955.

### Éxito internacional
En 1948, Edgar Kaufmann Jr., jefe del Departamento de Diseño Industrial del Museo de Arte Moderno de Nueva York, realizó una gira por Escandinavia. No visitó intencionadamente sólo las grandes exposiciones escandinavas, pero al quedar impresionado por la obra de Juhl la presentó en un amplio artículo en la revista Interiors. En 1951 participó en la exposición Good Design de Chicago. En relación con la exposición, se le citó en Interiors por afirmar que "No se puede crear felicidad con objetos bonitos, pero se puede estropear bastante felicidad con los malos". El trabajo que realizó para ellos, 24 piezas que incluían sillas, mesas, unidades de almacenamiento, aparadores y escritorios, representó su primera unión con éxito de la producción moderna en masa con su tradicionalmente alto nivel artesanal.
En 1950, la Baker Furniture Company de Grand Rapids, Míchigan, se puso en contacto con Juhl para producir sus diseños en su fábrica de Estados Unidos. Al principio, Juhl se mostró escéptico respecto a la artesanía estadounidense, pero después de visitar Grand Rapids aceptó el acuerdo. Baker Furniture comercializó los muebles de Juhl bajo la línea "Baker Modern".

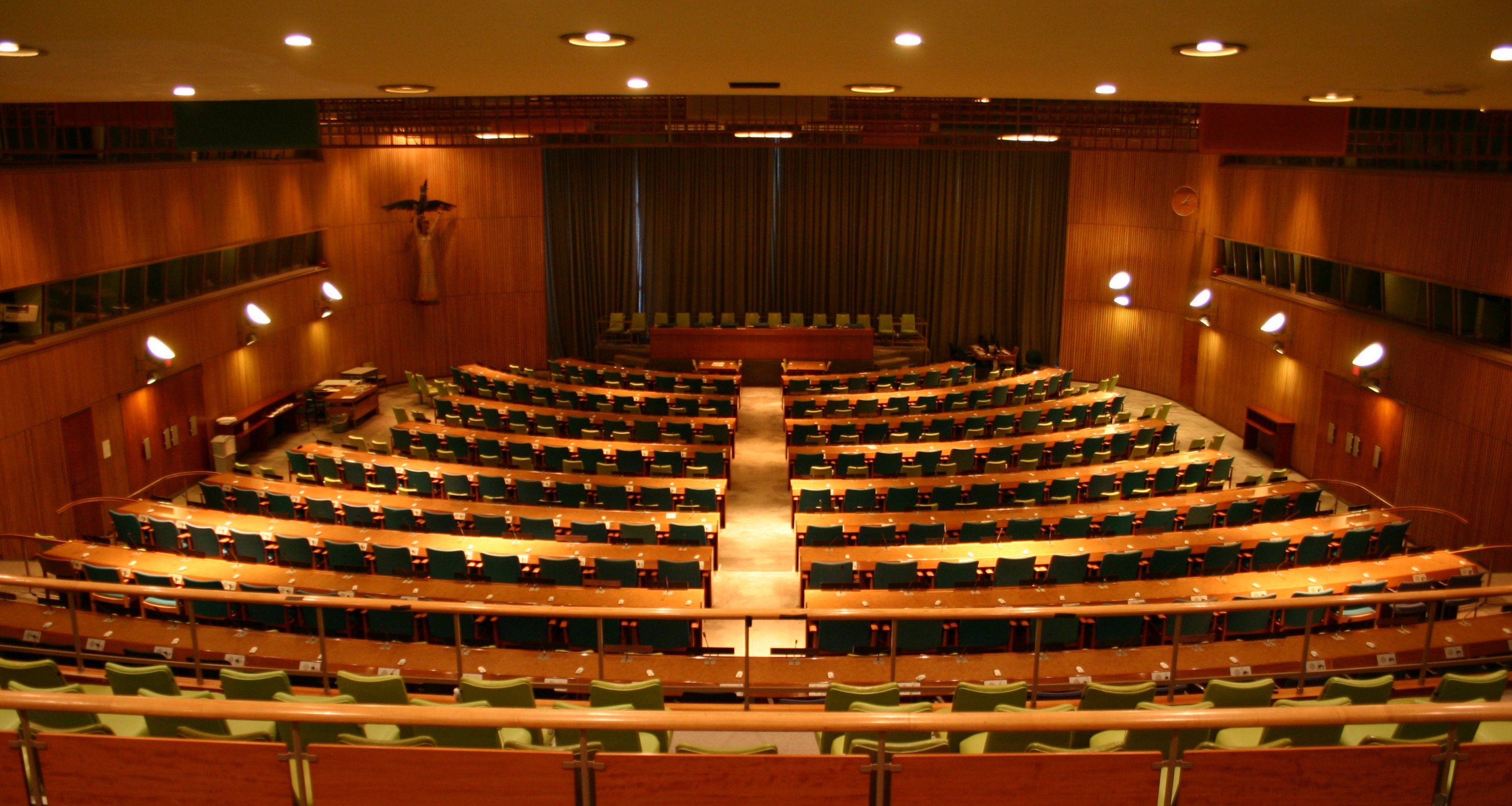
Cámara del Consejo de Administración Fiduciaria de la ONU

En 1951-52 – diseñó la Cámara del Consejo de Administración Fiduciaria en la sede de las Naciones Unidas en la ciudad de Nueva York. El Gobierno de Dinamarca aportó aproximadamente 20.000 dólares para su construcción.
En la Trienal de Milán de los años 50 ganó un total de cinco medallas de oro, lo que contribuyó a su reputación internacional. Durante esta década siguió diseñando más específicamente para el mercado de masas que en los años cuarenta.
Desde 1961 vivía en pareja de hecho con Hanne Wilhelm Hansen, miembro de la familia de la editorial musical Edition Wilhelm Hansen.
En su carrera, Juhl también diseñó refrigeradores para General Electric, cristalería, cerámica y fue el diseñador de interiores de la Cámara del Consejo de Administración Fiduciaria de las Naciones Unidas en la ciudad de Nueva York.
En 1965 fue profesor invitado en el Instituto de Diseño de Chicago.

### Muerte y legado

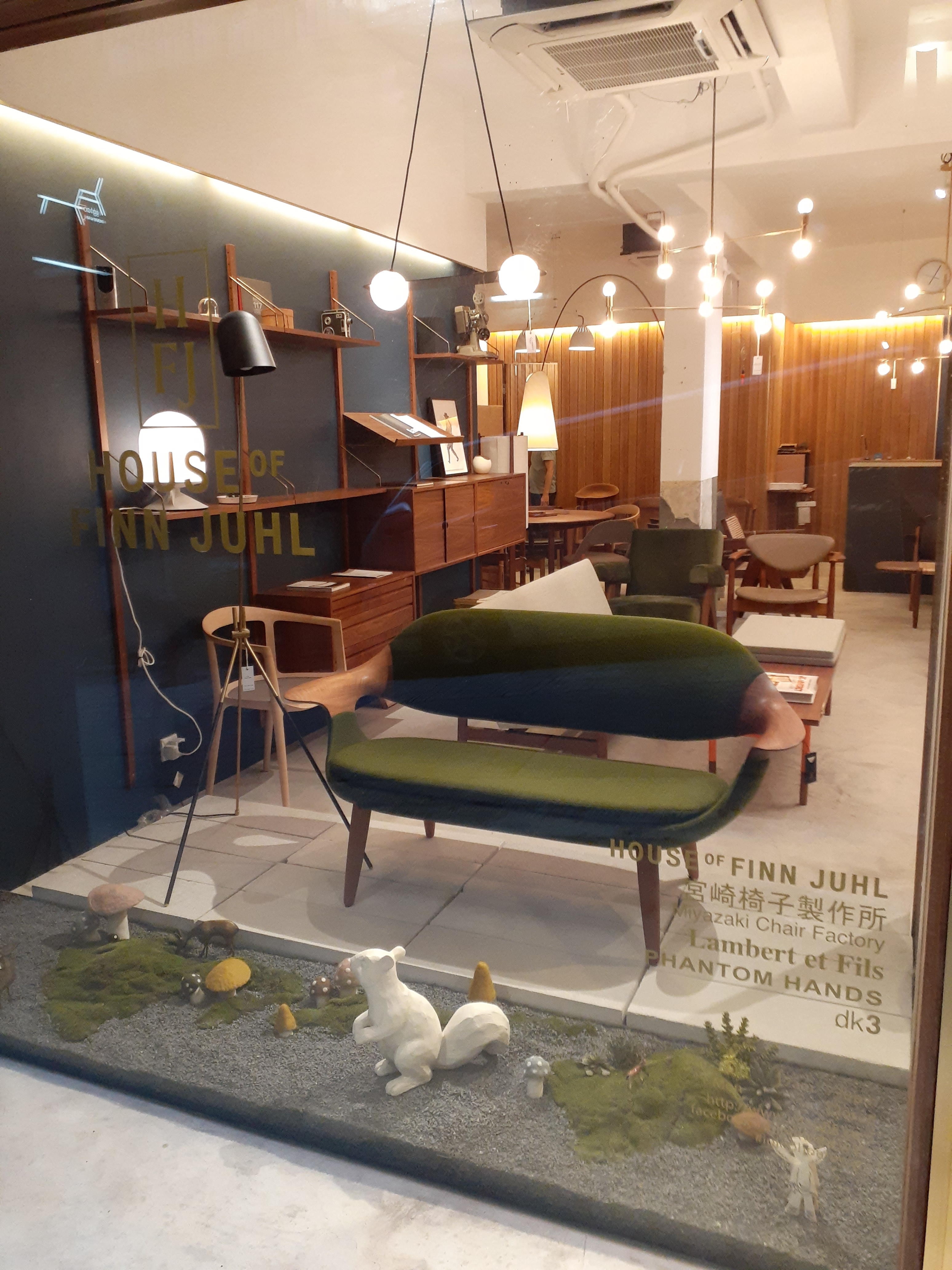
Tienda de Finn Juhl en Hong Kong

En las décadas de 1960 y 1970 experimentó un declive en el interés por sus diseños, pero a fines de la década de 1980 resurgió.
Juhl murió el 17 de mayo de 1989 y fue enterrado en el cementerio Assistens de Copenhague.

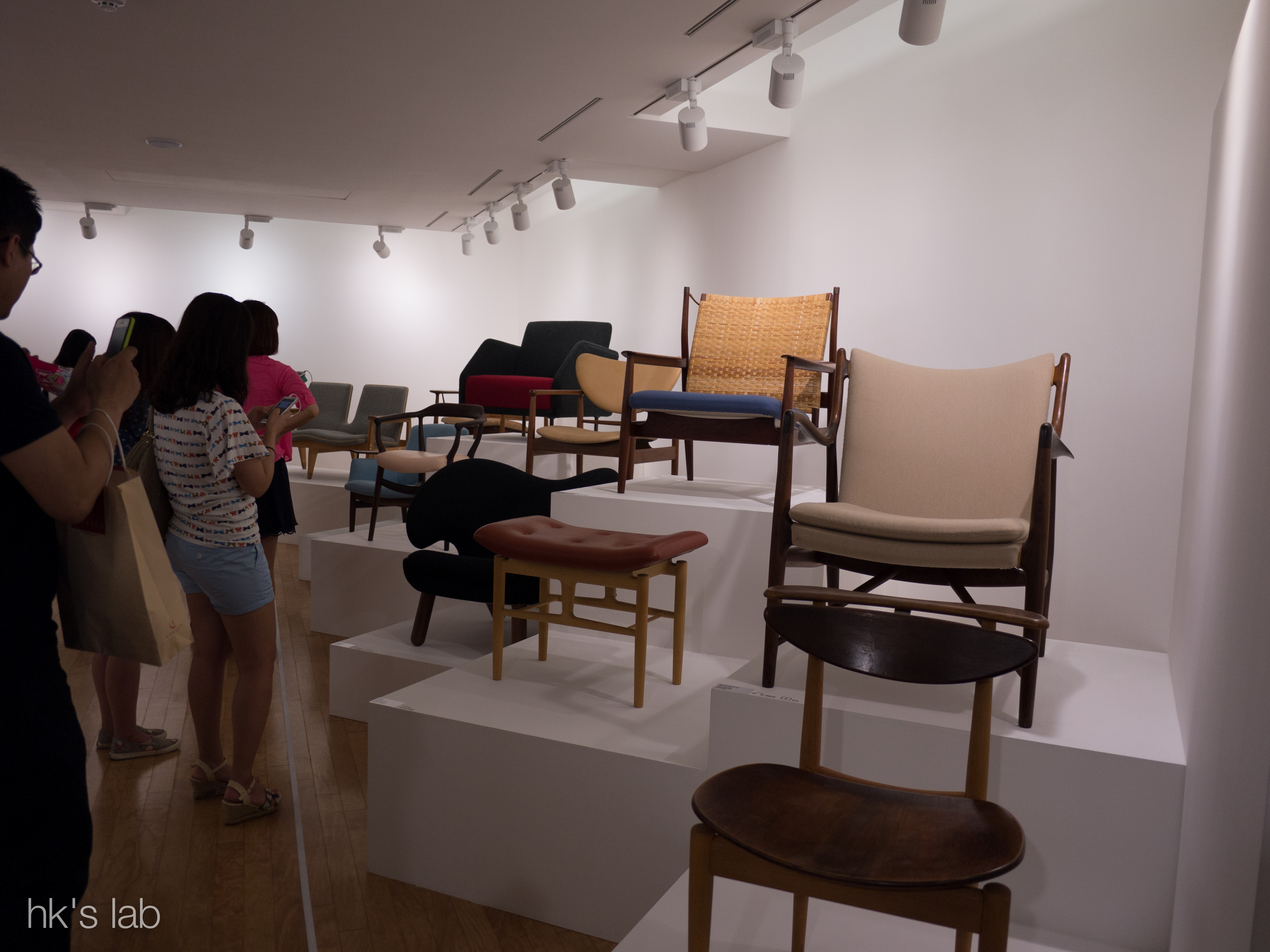
Exposición del centenario del nacimiento de Finn Juhl en el Museo Daelim en 2012

En 2000, Hanne Wilhelm Hansen, socia de Juhl, cedió los derechos de sus diseños a la empresa Onecollection. En 2010, uno de sus sofás, el 57 Sofa, relanzado por Onecollection, ganó el premio Wallpaper Design Award en la categoría de mejor diseño de reedición/sofá. Onecollection ha cambiado su nombre de marca a "House of Finn Juhl" y la empresa cuenta con una colección de más de 40 piezas relanzadas de los diseños de Juhl.
Hanne Wilhelm Hansen creó el Premio Finn Juhl en 2003 para honrar el legado de su compañero. El premio se concede anualmente a los galardonados que han hecho contribuciones significativas en el campo del diseño de muebles. Tras la muerte de Hansen, en mayo de 2003, su casa, que ella había dejado inalterada tras su fallecimiento, se convirtió en una casa-museo histórica, que funciona como parte del Museo de Arte Ordrupgaard, con cuyas instalaciones linda.

## Estilo

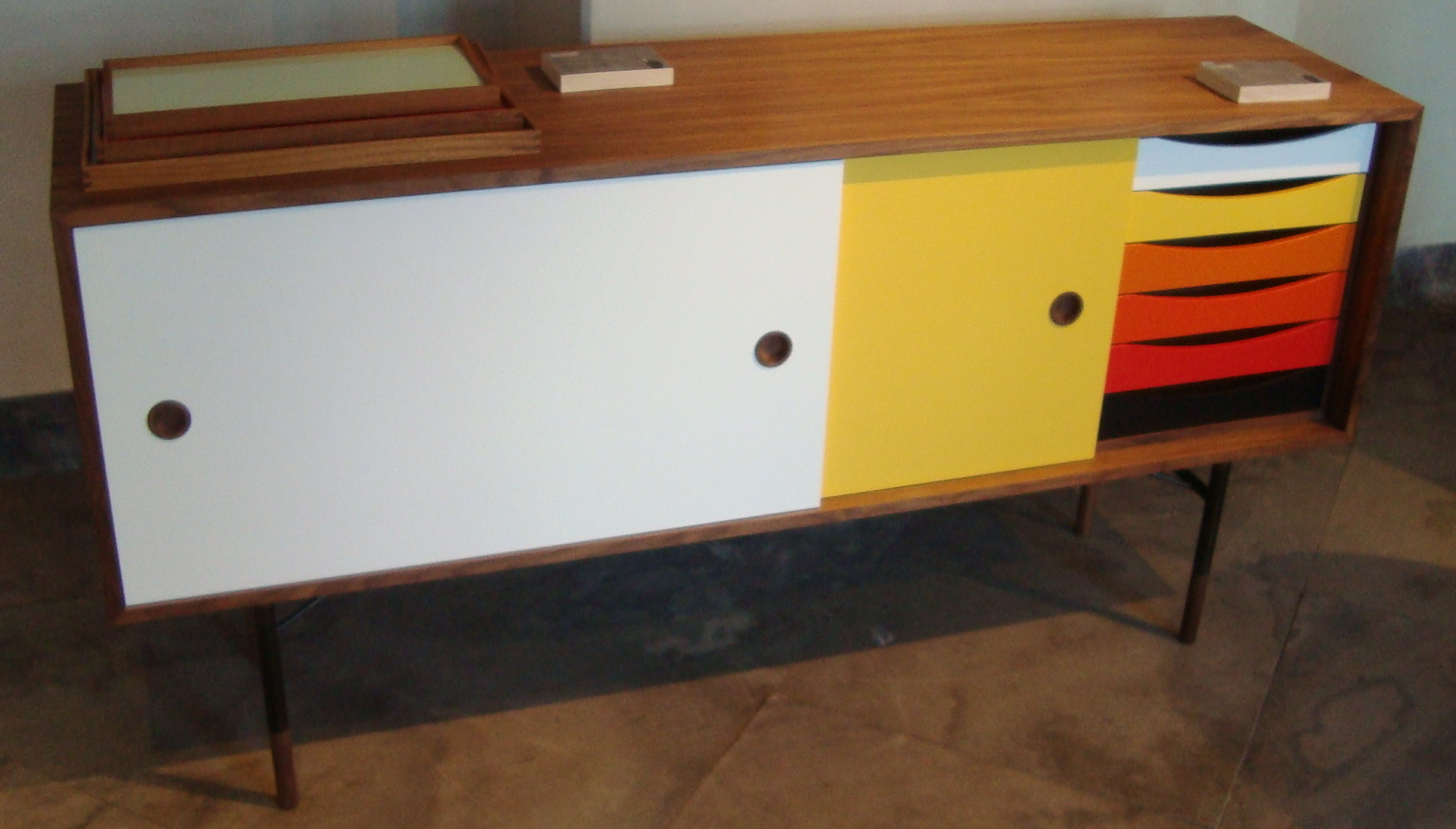
El aparador "FJ" de 1955

Juhl dio un toque suave a las líneas de las sillas modernistas de madera, favoreciendo las formas orgánicas que a menudo llevaban la madera a los límites de lo posible. Por lo general, utilizaba teca y otras maderas oscuras, a diferencia de muchos de los otros defensores del movimiento moderno danés, que solían utilizar el roble en sus diseños.
Recibió la influencia del escultor abstracto Jean Arp, influencia que ya se aprecia en su primera silla Pelican, pero que siguió siendo un motivo a lo largo de su carrera. También influenciado por el arte tribal, Juhl expuso la silla Chieftain con fotos de armas procedentes de estudios antropológicos.
Una de sus señas de identidad fue el respaldo y el asiento flotantes que se aprecian en la mayoría de sus diseños de sillas, normalmente tapizadas, en contraste con la madera dura de los elementos portantes. El respaldo completo y el asiento, que parecen flotar sobre sus soportes, comienzan a emerger en las sillas de 1945 y 1948.

## Trabajos seleccionados

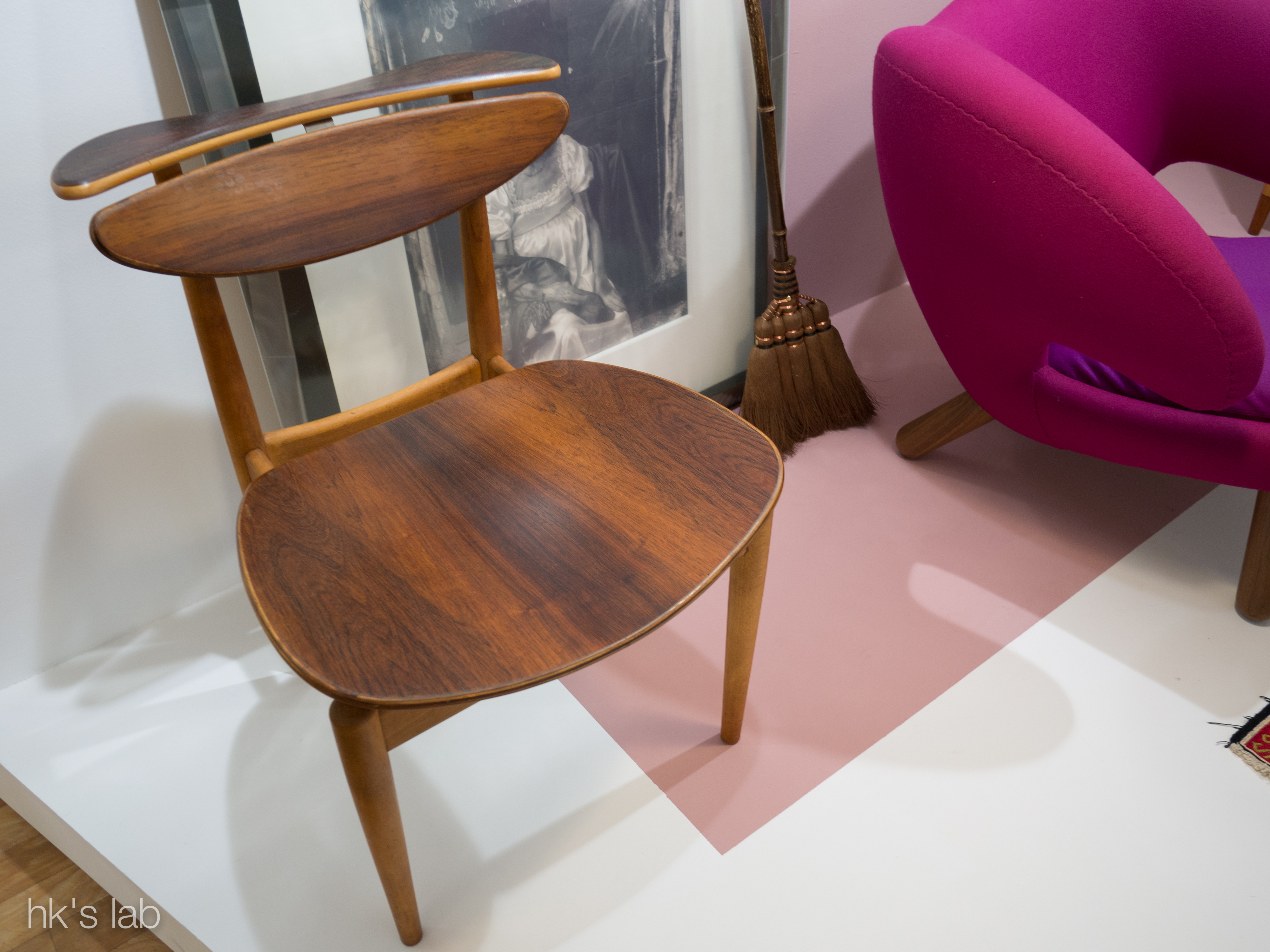
Silla de lectura de Juhl (1953)

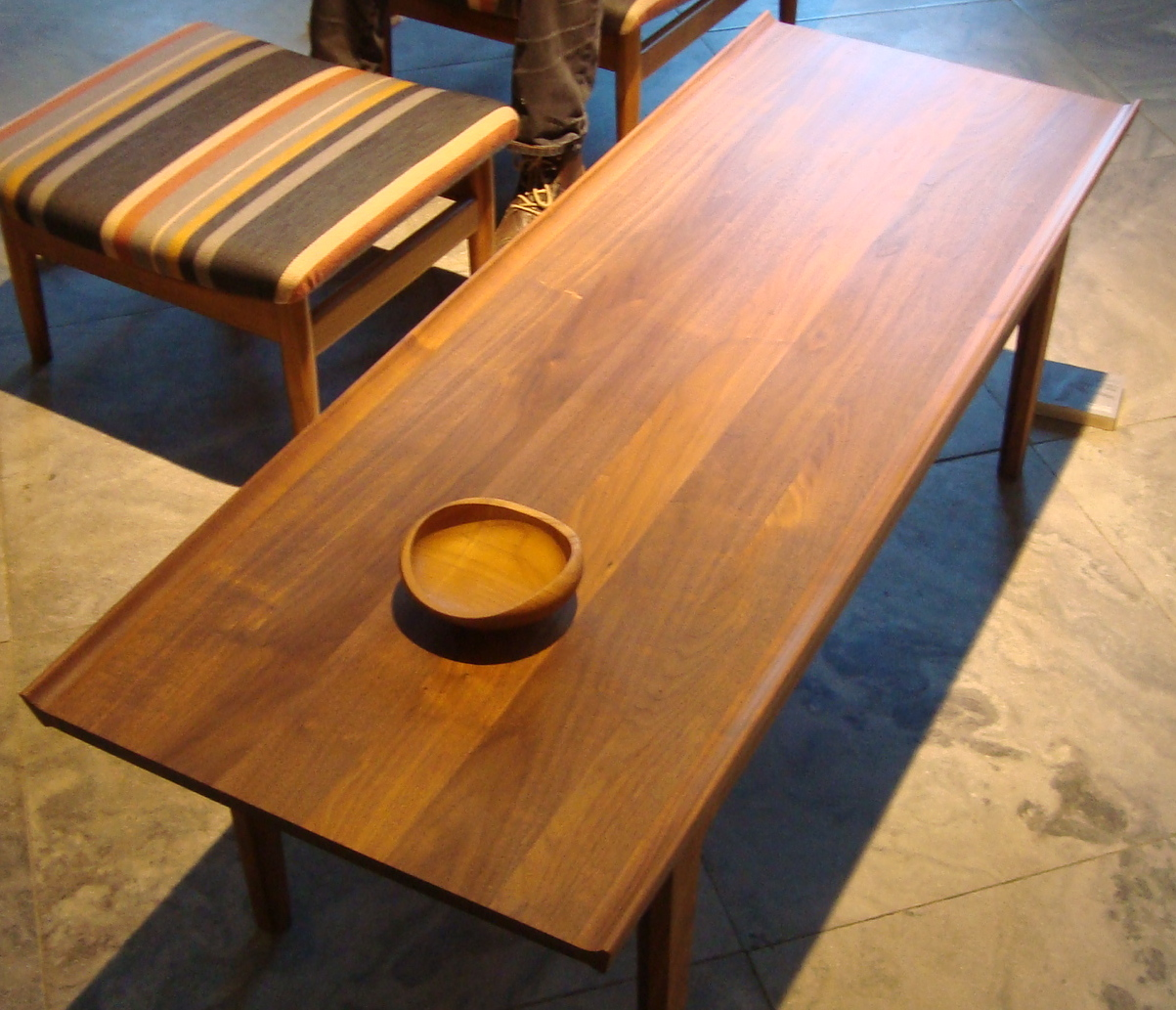
BO101 de Juhl (1953)

### Muebles
- Pelican silla (1940)
- FJ41 aka Poet sofá (1941)
- NV44 silla (1944)
- NV45 silla (1945)
- FJ46 silla (1946)
- BO64 silla (1946)
- Westermann's Fireside silla aka BO59 (1946)
- FJ48 silla (1948)
- Egyptian silla (1949)
- Chieftain silla aka FJ49A (1949)
- Judas table (1946)
- Baker sofá (1951)
- BO98 silla (1952)
- Japan silla aka FD137 (1953)
- FJ53 silla (1953)
- BO101 silla (1953)
- FJ55 silla (1955)
- ' FD136 silla (1958)
- Diplomat silla aka 209 (1965)
- BO62 silla (1962)
- Bwana silla aka FD152 (1962)

### Diseños de interiores
Su trabajo también incluyó numerosos encargos en el campo del diseño de interiores. Poco después de abrir su propio despacho, recibió varios encargos de diseño de interiores en algunas de las principales direcciones de Copenhague, la tienda de Bing & Grøndahl en Amagertorv (1946), que ahora alberga el Royal Copenhague, y la floristería de Svend Schaumann en Kongens Nytorv (1948). También colaboró regularmente con empresas como Georg Jensen y Scandinavian Airlines, para la que trabajó tanto en las oficinas de billetes como en los interiores de los aviones. También recibió muchos encargos como diseñador de exposiciones.
- Tienda de Bing & Grøndahl, Amagertorv, Copenhague (1946)
- Floristería de Svend Schaumann, Kongens Nytorv (1948)
- Salón del Consejo de Administración Fiduciaria de las Naciones Unidas, Headquarters, New York (1951–52)
- Georg Jensen store, Fifth Avenue, New York (1952)
- Diseñó una sala con sus propios muebles, etc. en el Museo de Artes Aplicadas de Nordenfjeldske, Trondheim (1952)
- Georg Jensen silversmithy, Exposición del 50.º aniversario, Museo de Arte Decorativo, Copenhague, 1954.
- Fifty Years of Danish Silver exhibición, London, [1954]; en Washington, Louisville y Dallas (1955); St. Louis (1957)
- Stand de Dinamarca, Trienal de Milán X, Italia (1954)
- Despacho del director de Francia y Daverkosen, Ørholm, (1955)
- Apartamento modelo, exposición H55. Helsingborg, Suecia, (1955)
- 30 oficinas de venta de billetes de SAS en Europa y Asia (1956–61)
- Tienda Georg Jensen, Toronto, Ontario, Canadá (1956)
- Diseño interior de los aviones DC-8 para SAS
- Tienda de Georg Jensen, New Bond Street, Londres (1957)
- Stand de Dinamarca en la XI Trienal de Milán (1957)
- Amueblamiento de la residencia del embajador, Embajada de Dinamarca en Washington D. C. (1960)
- El Arte de Dinamarca, Metropolitan Museum of Art, Nueva York (1960)
- La exposición Artes de Dinamarca se traslada a museos de Washington D. C., Chicago y Los Ángeles, 1960-61.
- Ampliación de la tienda Bing & Grøndahl, Amagertorv, Copenhague (1963)
- Tienda Wilhelm Hansen Musikforlag, Gothersgade, Copenhague (1966)

### Edificios
- Casa de Finn Juhl, Klampenborg, Dinamarca
- Casa de verano de la señora Anthon Petersen en Asserbo, municipio de Halsnæs, Dinamarca, 1950.
- Vivienda unifamiliar para M. Aubertin, Nakskov, Dinamarca, 1952
- Tienda de Georg Jensen, Toronto, Ontario, Canadá (1956)
- Casa de verano para Anders Hostrup-Pedersen (director gerente de Georg Jensen), Rågeleje, Dinamarca (1962)

## Premios y distinciones
- 1943 Premio CF Hansen para jóvenes arquitectos
- 1947 Medalla Eckersberg, Dinamarca
- 1954 Diploma de Honor, X Trienal de Milán, Italia
- 1957 tres medallas de oro en la XI Trienal de Milán
- 1960 Premio Internacional de Diseño Kaufmann
- 1964 Premio AID de diseño, Chicago
- 1978 Diseñador real honorario para la industria, Londres
- Caballero de la Orden de Dannebrog, Copenhague
- Mejor diseño de sofá/reisue, 2010 Wallpaper Design Award[8]